# La Chapelle-sur-Oreuse
La Chapelle-sur-Oreuse este o comună în departamentul Yonne, Franța. În 2009 avea o populație de 563 de locuitori.

## Evoluția populației
| An        | 1975 | 1982 | 1990 | 1999 | 2006 | 2009 |
| --------- | ---- | ---- | ---- | ---- | ---- | ---- |
| Populație | 290  | 334  | 319  | 412  | 543  | 563  |